# Oddworld: Abe's Oddysee
Oddworld: Abe's Oddysee è un videogioco a piattaforme sviluppato da Oddworld Inhabitants e distribuito da GT Interactive. È stato pubblicato nel 1997 per PlayStation e PC (DOS e Microsoft Windows come sistema operativo) in Nord America, Australia, Nuova Zelanda ed Europa. Delle versioni emulate per PlayStation 3 e PlayStation Portable sono uscite nel 2009, 2010 e 2013 tramite PlayStation Network.
Le vicende del gioco si incentrano sul protagonista Abe, un mansueto schiavo Mudokon dei Mattatoi Ernia. Quando scopre che lui e i suoi compagni Mudokon stanno per essere macellati, Abe decide di scappare e liberare quanti più schiavi Mudokon possibile. Il giocatore assume il ruolo di Abe mentre si cimenta in una pericolosa ricerca per emancipare il suo popolo oppresso.
Oddworld: Abe's Oddysee è stato ampiamente acclamato dalla critica per il suo innovativo gameplay, l'art direction e i coinvolgenti filmati; la sua ripida curva di esperienza e il sistema di salvataggio basato sui soli checkpoint, tuttavia, hanno ricevuto delle disapprovazioni. È il primo capitolo della serie in cinque parti di Oddworld, che include i sequel Abe's Exoddus (1998), Munch's Oddysee (2001) e Stranger's Wrath (2005). Un remake del gioco, intitolato Oddworld: New 'n' Tasty!, è stato sviluppato da Just Add Water e pubblicato nel 2014.

## Trama
Il Mudokon Abe durante un suo turno di lavoro ai Mattatoi Ernia (l'impianto di macellazione della carne più grande di Oddworld) assiste per caso e di nascosto a una riunione tra l'amministratore delegato Molluck e un consiglio di Glukkon; notando un netto calo delle vendite dei loro prodotti di punta (la Torta di Scrab e il Pasticcio di Paramita) viene presentato un nuovo snack che verrà prodotto macellando i Mudokon schiavi del mattatoio. Abe scappa terrorizzato ma, ripreso da alcune telecamere, viene presto riconosciuto e ricercato dagli Slig, le guardie dello stabilimento.
A questo punto decide non solo di fuggire ma di mettere in salvo anche i suoi compagni, affrontando le insidie e i letali sistemi di sicurezza del mattatoio. Trovata una via di fuga attraverso i recinti degli Scrab e allontanatosi dalla fabbrica, ormai a notte sopraggiunta Abe riesce per la prima volta a guardare il cielo dove nota che su una delle lune c'è un cratere con la forma della sua mano. All'improvviso il terreno gli frana sotto i piedi e, cadendo da un dirupo, perde i sensi: uno sciamano mudokon gli appare mostrandogli come i Glukkon con Mattatoi Ernia stanno devastando Oddworld e gli rivela che una lunga e pericolosa ricerca lo attende. 
Al suo risveglio Abe si ritrova all'entrata delle linee Monsaic, sacra terra dove i Mudokon nativi si avventurano per meditare, che conduce ai templi nel deserto di Scrabania e nella foresta di Paramonia, abitati e protetti rispettivamente da Scrab e Paramiti allo stato selvatico. 
Una volta accesi i bracieri dei templi, Abe prende parte a un rituale che gli conferisce i poteri del semidio Shrykull con la quale potrà tornare ai mattatoi e liberare tutti i compagni rimasti nei diversi reparti dell'intero stabilimento.

### Il finale
Arrivato alla sala riunioni dei Mattatoi Ernia Abe verrà catturato e il suo destino dipende da come si è comportato durante l'intero gioco. 
Possono infatti esserci due finali, uno positivo e uno negativo: se sono stati salvati almeno 50 dei 99 Mudokon, questi a loro volta salveranno Abe teletrasportandolo in un posto sicuro dove verrà accolto da eroe. In caso contrario, i Mudokon lo abbandoneranno e Molluck lo farà cadere in un tritacarne.
Se si termina il gioco uccidendo almeno 80 dei 99 Mudokon, una volta visto il finale negativo si avranno granate infinite.

## Modalità di gioco
Oddworld: Abe's Oddysee si avvale di un comparto grafico per i suoi tempi di altissimo livello, animazioni molto fluide e dinamiche. Il gioco è localizzato in italiano sia parlato sia scritto. Esclusivamente nella versione per PlayStation è disponibile l'opzione di giocare in due, utilizzando Abe a turni quando si perde una vita.

## Luoghi inOddworld: Abe's Oddysee
- Mattatoi Ernia: il più grande stabilimento di macellazione della carne di Oddworld dove Scrab, Paramiti e Meech (ormai estinti) vengono trasformati in gustosi snack. È diviso e organizzato in 5 reparti chiamati Zulag.
- Recinti: qui vengono rinchiusi Scrab e Paramiti prima di essere portati al macello. Bombe e rilevatori di movimento garantiscono che nessuno possa scappare.
- Zona di fuoco libero: situata subito dopo i confini dei Mattatoi Ernia, questa zona è ben sorvegliata da Slig e Slog, oltre ad essere tappezzata di mine, e lucciole e pipistrelli vi volano indisturbati.
- Linee Monsaic: le terre sacre dove i Mudokon nativi si avventurano per meditare o cercare guida.
- Paramonia: un'enorme foresta di conifere infestata dai Paramiti. Un tempo era abitata dalla tribù dei Mudomo, che hanno costruito passerelle e torri in legno, nonché un enorme tempio.
- Scrabania: una regione desertica habitat naturale degli Scrab, creature violente e territoriali anticamente venerate dalla tribù di guerrieri Mudanchee, alla quale è dedicato il tempio.

## La versione giapponese
La versione giapponese del gioco, il cui nome è Abe a Gogo, presenta varie differenze dalle versioni americana ed europea.
- Nella versione normale nel filmato iniziale di presentazione veniva mostrato in un grafico la testa di un Mudokon trapassata da uno stecco. Sempre nella versione giapponese la testa del Mudokon è stata cambiata con una sorta di ghiacciolo. Questo perché in Giappone nello stesso anno un serial killer giapponese prese in ostaggio dei bambini di una scuola, per poi ucciderli e piantare le loro teste su dei pali nel cortile di fronte. Fu uno shock tremendo che convinse gli sviluppatori del gioco ad attenuare le tinte.
- I Mudokon hanno tre dita per mano anziché quattro, questo perché in Giappone per motivi di cultura viene considerata un'offesa (in particolare verso i burakumin, una sottoclasse storica che fu bersaglio di discriminazioni per i loro lavori, tra cui quello della macellazione degli animali per la carne).
- Nei crediti finali del gioco sono stati aggiunti i ringraziamenti alla GameBank e una soundtrack inedita nella versione occidentale, nonché una canzone del gruppo giapponese B/V, intitolata "Hello Hello!".
- La versione giapponese è più aggiornata della versione per PlayStation occidentale; questo perché uscì un anno dopo, consentendo di aggiungere fix e cambiamenti dalla versione per PC.
- Le scritte ai Mattatoi Ernia che spiegano i vari tasti del gioco ecc. sono di colore rosa.
- Esiste una versione per PC di Abe a Gogo che non presenta notevoli differenze con la versione per PlayStation in giapponese, tranne per i led e le scritte dei Mattatoi Ernia che tornano ad essere rosse e verdi come nella versione occidentale.
- Esiste una demo della versione giapponese che veniva venduta in modo promozionale su un disco singolo col nome di Abe a Gogo - trial version. Ispirata alla versione della demo per PC occidentale, è "aggiornata" come il gioco ufficiale, rispetto alla demo occidentale per PlayStation dove c'erano ancora dei concept e delle animazioni in fase non finale.